# Earl Dodge
Earl Farwell Dodge, Jr. (Revere, 24 dicembre 1932 – Aurora, 7 novembre 2007) è stato un politico statunitense, leader del movimento per la temperanza di lungo termine e membro del Partito Proibizionista, dallo Stato del Colorado.

## Biografia
Dodge è nato a Revere, Massachusetts, il 24 dicembre 1932 e si è unito al Partito Proibizionista all'età di 19 anni. Nel 1979 è stato nominato presidente del Partito Proibizionista quando esso operava sotto il nome di National Statesman Party; il nome tradizionale del movimento è stato ripristinato dopo le elezioni del 1980. Oltre al suo lavoro con il Partito Proibizionista, Dodge era attivo in varie altre organizzazioni di temperanza, come pure nel movimento Right to life, e in varie organizzazioni di raccolta di memorabilità politica. Nei suoi ultimi anni, Dodge iniziò a guadagnarsi da vivere producendo articoli politici.